# Microrchestris scutatus
Microrchestris scutatus là một loài nhện trong họ Sparassidae.
Loài này thuộc chi Microrchestris. Microrchestris scutatus được George Newbold Lawrence miêu tả năm 1966.